# Геннадий Головкин — Келл Брук
Геннадий Головкин против Келла Брука — боксёрский чемпионский PPV поединок в среднем весе, на кону которого стояли титулы WBA super, IBO, WBC и IBF. Бой состоялся 10 сентября 2016 года в Лондоне, Великобритания, на Арене О2, и окончился победой Геннадия Головкина в 5 раунде.

## Предыстория
На 10 сентября 2016 года каналом HBO была выделена дата на организацию поединка Геннадия Головкина. Первоначальным соперником рассматривался британец Крис Юбенк младший. Длительные переговоры не увенчались успехом. Сложности возникшие с менеджером и отцом Криса — Крисом Юбенком-старшим, завели переговоры в тупик, но промоутер британского боксёра предложил альтернативу в лице чемпиона мира в полусреднем весе, британца Келла Брука. Келл Брук был чемпионом на две весовые категории ниже, но в течение двух дней согласился на все условия контракта, включая полноценный лимит среднего веса.
WBA отказалась санкционировать поединок. На кону стояли только титулы WBC, IBF и IBO.

## Ход главного поединка
|                  | | |
| Соперник         | Геннадий Головкин — Келл Брук | Геннадий Головкин — Келл Брук |
| Место проведения | О2 Арена, Лондон, Великобритания | О2 Арена, Лондон, Великобритания |
| Результат        | Победа Головкина | Победа Головкина |
| Статус           | Чемпионский Бой за титул чемпиона по версии IBO (14-я защита Головкина), по версии чемпиона WBC (5-я защита Головкина), по версии IBF (2-я защита Головкина) в среднем весе. | Чемпионский Бой за титул чемпиона по версии IBO (14-я защита Головкина), по версии чемпиона WBC (5-я защита Головкина), по версии IBF (2-я защита Головкина) в среднем весе. |
| Рефери           | xx | xx |
| Счёт судей       | Крэйг Меткалф: 38-38; Гуидо Каваллери: 38-38; Бенуа Руссель: 37-39 (Брук) | Крэйг Меткалф: 38-38; Гуидо Каваллери: 38-38; Бенуа Руссель: 37-39 (Брук) |
| Время            | 5 (12), 1:08 минут | 5 (12), 1:08 минут |
| Трансляция       | SKY Box Office, USA HBO | SKY Box Office, USA HBO |
| Промоутер        | Eddie Hearn (Matchroom Boxing), Tom Loeffler (K2 Promotions) | Eddie Hearn (Matchroom Boxing), Tom Loeffler (K2 Promotions) |
|                  | Головкин | Брук |
| Вес              | 72 кг | 72,3 кг |
| Результаты боёв  | до боя: 35(32КО) — 0 после боя: 36(33КО) — 0 | до боя: 36(25КО) — 0 после боя:36(25КО) — 1 |
| Гонорар          | 3 000 000 £ | 3 000 000 £ |

### Статистика ударов
| Боксёр   | Раунд           | Джебы  | Силовые | Всего   |
| -------- | --------------- | ------ | ------- | ------- |
| Головкин | Попаданий/всего | 110/58 | 191/75  | 301/133 |
|          | Процент         | 52 %   | 39 %    | 44 %    |
| Брук     | Попаданий/всего | 99/25  | 162/60  | 261/85  |
|          | Процент         | 25 %   | 37 %    | 32 %    |

## Карта боксёрского мероприятия
- Гонорары основных участников:
  - Головкин — ---, Брук — ---.